# Monnina speciosa
Monnina speciosa är en jungfrulinsväxtart som beskrevs av José Jéronimo Triana och Planch.. Monnina speciosa ingår i släktet Monnina och familjen jungfrulinsväxter. Inga underarter finns listade i Catalogue of Life.